# Странский, Матей
Матей Странский (чеш. Matěj Stránský; род. 11 июля 1993, Острава) — чешский хоккеист, нападающий. Игрок швейцарского «Давоса». Чемпион мира 2024.

## Карьера
Матей Странский является воспитанником клуба «Витковице». Уже в 17 лет он перебрался за океан, 3 года играл в Западной хоккейной лиги.
В 2010 году на драфте НХЛ его выбрал «Даллас Старз».
С 2013 по 2017 год он играл в АХЛ за фарм-клуб «Далласа» «Техас Старз». В 2014 году стал обладателем Кубка Колдера.
После возвращения в Европу летом 2017 года Странский подписал контракт с клубом КХЛ «Северсталь». 20 декабря 2018 года расторг контракт с клубом.
29 декабря 2018 года было объявлено о переходе Матея Странского в шведскую команду «Мура».
В 2019 году Странский вернулся в Чехию, играл в чешской Экстралиге за «Оцеларжи Тршинец».
После удачного сезона 2020/21 перешёл в швейцарский «Давос».
Регулярно приглашается в сборную Чехии на этапы Еврохоккейтура. В 2021 году принял участие в чемпионате мира, на котором чешская сборная заняла 7 место.

## Достижения

#### Командные
- Обладатель Кубка Колдера 2014
- Чемпион Чехии 2021
- Чемпион мира 2024

#### Личные
- Лучший снайпер Экстралиги 2021 (33 гола)
- Лучший хоккеист Экстралиги сезона 2020/21

## Статистика
Обновлено на конец сезона 2020/2021
- Чешская экстралига — 118 игр, 112 очков (61+51)
- КХЛ — 63 игры, 19 очков (12+7)
- Шведская лига — 29 игр, 14 очков (8+6)
- АХЛ — 312 игр, 134 очка (67+67)
- Западная хоккейная лига — 231 игра, 203 очка (97+106)
- Мемориальный кубок — 4 игры, 2 очка (2+0)
- Лига чемпионов — 6 игр, 7 очков (2+5)
- Кубок Шпенглера — 5 игр, 3 очка (2+1)
- Сборная Чехии — 29 игр, 12 очков (5+7)
- Всего за карьеру — 797 игр, 506 очков (256 шайб + 250 передач)

## Семья
Матей Странски из хоккейной семьи. Его отец, Дарек Странски (20.06.1970 г.р.) тренирует юниоров в пражской «Спарте». Младший брат Шимон (21.12.1997 г.р.) играет за финский «Юкурит». Дяди Матей Странски Вит (26.03.1982 г.р.) и Владан (12.02.1973 г.р.) также ранее играли в хоккей. Вит Странски долго играл в Австралии, участвовал в чемпионате мира за сборную Австралии.